# Энотры
Энотры — древний италийский народ, населявший в ранеримский период довольно крупную территорию, известную как Энотрия (греч. Οἰνωτρία) на юге Италии, включавшую современные регионы Апулия, Базиликата и северную часть Калабрии.
Как писали Павсаний и Дионисий Галикарнасский, энотры прибыли в эти места в начале железного века (XI век до н. э.) из Греции через пролив Отранто вместе с племенами, говорившими на том же языке. Как писал Антонин Либерал, прибытие энотров стало причиной миграции элимцев на Сицилию. В связи с греческой колонизацией итальянского побережья энотры были вынуждены переселиться вглубь полуострова. Это привело к длительной войне на истощение между энотрами и колонистами, на которых энотры не раз совершали набеги. Около V века до н. э. энотры постепенно исчезают под давлением сабельцев.
В качестве одной из версий происхождения этнонима «энотры» предполагается связь с греческим словом οἶνος, «вино», поскольку Энотрия была богата виноградниками.